# 離島残置工作員
離島残置工作員（りとうざんちこうさくいん）とは、沖縄県の離島に配属された日本の工作員。残置工作員ともいう。

## 概要
太平洋戦争中、アメリカ軍の上陸に対し、現地住民を組織してのゲリラ戦を指揮するために配属された陸軍中野学校出身の工作員のことで、身分を秘匿して伊平屋島、伊是名島、粟国島、久米島、多良間島、黒島、西表島、波照間島、与那国島の9島に11名が配置された。
|    | 潜入先   | 偽名                      | 本名                   |
| -- | -------- | ------------------------- | ---------------------- |
| 1  | 伊平屋島 | 宮城太郎 (国民学校訓導)   | 斎藤義夫 (旧姓:菊地)   |
| 2  | 伊是名島 | 西村良雄 (青年学校指導員) | 馬場正治               |
| 3  | 与那国島 | 柿沼秀男 (国民学校訓導)   | 宮島敏朗 (旧姓:阿久津) |
| 4  |          | 山本政雄 (国民学校訓導)   | 仙頭八郎 (旧姓:中屋)   |
| 5  | 波照間島 | 山下虎雄 (国民学校訓導)   | 酒井清 (酒井喜代輔)    |
| 6  | 久米島   | 深町尚親 (青年学校指導員) | 氏元一雄               |
| 7  |          | 上原敏雄 (国民学校訓導)   | 竹川実                 |
| 8  | 黒島     | 山川敏雄 (青年学校指導員) | 河島 登                |
| 9  | 多良間島 | 中島正夫 (国民学校訓導)   | 高谷守典               |
| 10 | 粟国島   | 佐々木一夫 (国民学校訓導) | 鈴木清十郎             |
| 11 | 西表島   | 不明                      | 増田保夫               |

工作員は、現地住民の信頼を勝ち取るため、国から学校教員等の社会的地位の高い人物になりすますことを認められており、その社会的地位を活かして現地住民と幅広い人脈を構築、とりわけ青少年との間に深い人間関係を構築した。工作員の中には、現地の女性と結婚して子供をもうけた者もいる。このようにして、人脈の中から共に将来ゲリラ活動を行う補助工作員の素養を持った人材を見つけて秘密裏に掘り起こしたり、学校等で地域住民の組織化をして米軍の侵攻に備えていた。